# 佐賀美術協会展
佐賀美術協会展（さがびじゅつきょうかいてん）は佐賀県で行われている公募展。
日本画・洋画・彫塑・工芸の4部門が行われる。
1914年（大正3年）に第1回が開催された日本国内における総合美術展の先駆け的存在で、県単位の総合美術展としては国内最長寿となる美術展覧会。「美協展」と略される。

## 概要

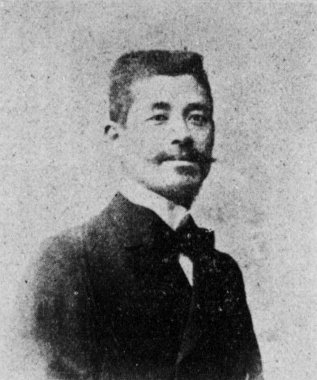
久米桂一郎

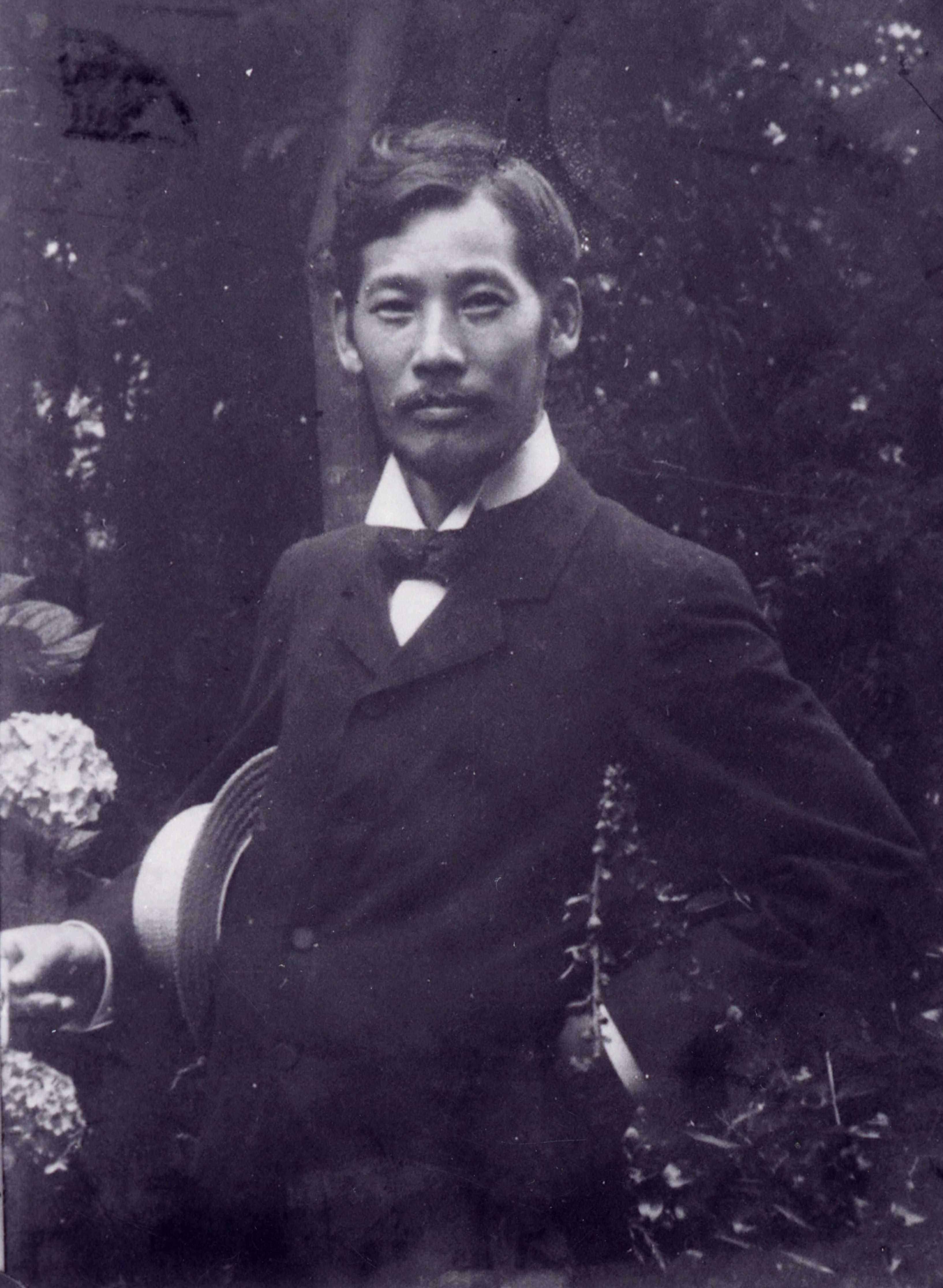
岡田三郎助

久米桂一郎・岡田三郎助ら、佐賀県出身の美術家らにより1913年（大正2年）に結成された佐賀美術協会の主催により、翌年1914年（大正3年）7月に佐賀市の旧県会議事堂を会場として第1回展が開催された。その後佐賀市公会堂（現：徴古館）など複数回の開催場所変更を経て、1970年（昭和45年）からは開館なった佐賀県立博物館で、更に1983年（昭和58年）からは新設の佐賀県立美術館で主に開催されている。県単位の有志の美術家による組織が行う展覧会の中で、大正初期に誕生後、名称や主旨、基本構成を変更せずに続いているものは類例が無く、総合美術展としても、全国規模の二科展が初回開催が同年、日展は未だ官展として開催されていた文部省美術展覧会（文展）の時代であった。
所属する美術団体の垣根を越えて、作家たちが出品・交流することを特徴としており、会派や表現の差異、運営等をめぐっての混乱やそこからくる分裂危機も起こっていない。長期間続いている理由として、立ち上げから参加し長く会長を務めた山口亮一は「堅苦しい規則で縛らずお互いに不文律の協調主義でやってきたこと」「会員が互いに他の悪口を言わぬことにして、それを守り通してきたこと」を挙げている。
初期は在京の佐賀県出身作家の作品を集めて陳列する展示会の性格があり、未だ総合的な美術展覧会が開催されない佐賀において、展示・観覧の機会を提供すると共に、中央画壇の動きや最先端の芸術を紹介する場でもあった。実際、設立メンバーは東京美術学校で教授を務めていた久米・岡田のほか、山口亮一や御厨純一など従来の写実的な旧派に対し新派（外光派）と呼ばれた洋画家が中心となっている。また、1916年（大正5年）の第3回展では参考出品として東京美術学校の教授で帝室技芸員としても名高い高村光雲や海野勝珉の作品が展示されている。その後、1927年（昭和2年）の第12回からは一般公募制を開始し「佐賀の帝展」と称された。更に戦後、佐賀大学教育学部に特設美術科（高校美術教師を養成する課程）が設置されると教授の豊田勝秋（鋳金）講師の鈴田照次（染色）ら大学関係者が会員となって出品し、その後も運営に参加するなど展覧会と大学の関係が続いている。
現在は一般公募の部は美術系の学生にとっての登竜門的な位置づけとなり、会員・会友の出品は在京作家から県内在住の作家や美術教師らが中心に変わってきているが、白磁の井上萬二、色鍋島の十四代今泉今右衛門など人間国宝から高校生まで多様な作者の作品が展示されている。

## 歴史

### 佐賀の美術界
諸外国に開かれた長崎警備の任を果たしていた佐賀藩は早くから西欧の技術・知識の導入を進めていたが、美術においても同様で、文化八年（1811年）に9代藩主鍋島斉直の命で三名の藩士が「司馬江漢が画する油絵の蛮画」を学んだとの記録がある。その後、1871年（明治4年）の岩倉使節団を皮切りに計3回渡欧して洋画を学び、日本で最初に洋画・裸婦像を描いた人物とも言われる百武兼行（1842-1884）や、フランスで画を学び、黒田清輝と共に白馬会を結成し美術界に新風を吹き込んだ久米桂一郎、更に久米に学び共に白馬会に参加した岡田三郎助らを輩出していた。

### 佐賀美術協会の設立
1913年、久米・岡田のほか山口亮一、田雑五郎、御厨純一、北島浅一といった、佐賀出身で東京美術学校（美校・後の東京芸術大学）の卒業生が上野の精養軒に集まって開いた会合で、若者が軍人や外交官ばかりに憧れ芸術文化に関心を払わないことを憂い、故郷に美術の土壌を培い、根付かせたいとの思いから美術協会を設立した。美校を卒業後、帰郷していた山口が運営の中心となり、山口の父で実業家の中野致明が後援団体の会長に就任して、翌1914年に開催された第1回展覧会には、洋画・日本画のほか、当時の文部省美術展覧会では除外されていた工芸の出品があり、この3部門に合わせて233点が出品されている。ただし、日本画67点、洋画159点に対し工芸は僅か7点であった。このころは東京美術学校の影響が強く、美校出身の創設メンバーだけでなく、地元からの出品者も美校を卒業後に佐賀で美術教師をしている者が多かった。僅かな工芸作品は全て金工で、現在主流の陶芸が一点も無かったのも当時の美校の学科に陶芸が無かったからと推察されている。また、展覧会の規約には「在京の者は美術学校在学の生徒に託して作品を佐賀に届ける」ことが決められていた。なお、展覧会のシンボルマークは東京美術学校の徽章をそのまま使ったもので、これは現在も使用が続いている。

#### 主な初回出品者
- 日本画 - 高取稚成、納富介次郎、水町和三郎
- 洋画 - 久米桂一郎、岡田三郎助、小代為重、高木背水、松本弘二、山口亮一
- 工芸 - 石田英一

### 試練の時代
1930年（昭和5年）に古賀忠雄が彫塑（ブロンズ）を、1941年（昭和16年）に松本佩山が陶芸を初出品するなど順調に発展していたが、1931年（昭和6年）に下村源吾の裸婦油彩画が特別高等課の検閲により修正を余儀なくされた「黒き三角事件」が発生した。また、1944年（昭和19年）・1945年（昭和20年）の2年は第二次世界大戦により中止を余儀なくされた。多くの会員が戦地に向かったが、中には戦地からスケッチを送ってきたり従軍画家として戦争画を手掛けた者もいる。

### 戦後から現代
終戦の翌年となる1947年（昭和21年）の5月には再開し、更に翌1948年には当時県内唯一の渡欧画家だった武藤辰平による展覧会を佐賀美術協会の主催で開催している。1959年（昭和34年）には協会の工芸部に多数の作家が参加、それまで断片的だった工芸の出品数も一気に増大した。1967年（昭和42年）には50回の記念展が開催され、翌年には会則の改正が行われ理事会による運営に移り、初代理事長に石本秀雄（洋画・佐賀大学教授）が就任した。1983年の県立美術館開館により、ようやく全展示品を一堂に展示可能となるなど展示環境も改善され、翌年の開催では公募作品342点と過去最高を記録した。しかし、作品発表の場が多様化し、公募展の求心力が弱まっていること、若者が団体・組織の中に参加することを好まなくなっていること、美術教師を志す人が減少していることなどから展示会への作品出品数は減少傾向にある。また、佐賀美術協会の会員数も増加は鈍化し、年齢層も高齢者が多く若年層が少ないなどバランスが悪くなっている。2014年現在、佐賀美術協会の会員数は男164名、女100名の計264名となっている。
2017年（平成28年）、100回記念展を開催。保利耕輔による記念講演や記念誌の発行を行ったほか、関連展覧会「佐賀大学と美協展」（主催・会場：佐賀大学美術館）「山口亮一と佐賀美術協会の100年展」（主催・会場：佐賀県立美術館）を開催した。
2020年（令和2年）、第103回展が新型コロナウイルス感染予防のため中止となった。

## 著名な出品者
個別記事有り
| - 久米桂一郎（洋画） - 岡田三郎助（洋画） - 山口亮一（洋画） - 納富介次郎（日本画） - 立石春美（日本画） - 藤田隆治（日本画） - 古沢岩美（前衛美術） - 池田龍雄（前衛美術） | - 鈴田照次（染色） - 城秀男（染色） - 古賀忠雄（彫塑） - 青木龍山（陶芸） - 井上萬二（陶芸） - 十四代酒井田柿右衛門（陶芸） - 十三代中里太郎右衛門（陶芸） - 十四代今泉今右衛門（陶芸） |

個別記事無し
| - 野口謙次郎（日本画）昭和9年帝展特選 - 北島浅一（洋画）大正14年帝展特選 - 高柳種行（洋画）昭和7年鮮展特選 - 石本秀雄（洋画）昭和26年日展特選、日展参与 - 田原輝（洋画）昭和28・30年日展特選 - 納富進（洋画）昭和23年日展特選、44年日展文部大臣賞 - 松本弘二（洋画）昭和45年二科展総理大臣賞、紺綬褒章追贈 - 宮地亨（洋画）昭和33年日展特選、51年仏ル・サロン金賞 - 村岡平蔵（洋画）昭和22年日展特選、47年日展総理大臣賞、日展参与 | - 山口猛彦（洋画）昭和26年日展特選 - 吉田昭彦（洋画）仏サロン・ド・パリ大賞 - 吉田進一（洋画）昭和59年日展特選 - 吉田西緡（洋画）昭和43年独立展独立賞 - 緒方敏雄（彫塑）昭和52・56年日展特選、勲四等瑞宝章、従四位 - 山本民二（彫塑）昭和45・46年日展特選 - 奥川忠右衛門（陶芸）選択無形文化財保持者 - 滝一夫（陶芸）昭和29年日展特選 - 豊田勝秋（鋳金）昭和6・8年帝展特選、勲四等旭日小綬章 |

## 参考資料
- 佐賀美術協会 編 編『佐賀美術協会の100年』佐賀美術協会、2017年7月。
- 『佐賀の芸術文化-未来への展望-2020』公益財団法人佐賀県芸術文化協会、2020年3月。